# Taíba
Taíba war eine brasilianische Automarke.

## Markengeschichte
Ein Unternehmen aus Fortaleza begann in den 1980er Jahren mit der Produktion von Automobilen. Der Markenname lautete Taíba. In den frühen 1990er Jahren übernahm der Hersteller des Magnata die Produktion. 1994 wurde der Markenname aufgegeben.

## Fahrzeuge
Im Angebot standen zwei VW-Buggies. Der Vip war die offene Ausführung mit einer Überrollvorrichtung hinter den vorderen Sitzen, während der TR ein Hardtop hatte. Ungewöhnlich waren die seitlichen Türen. Eckige Scheinwerfer waren in die Fahrzeugfront integriert. Ein luftgekühlter Vierzylinder-Boxermotor im Heck trieb die Hinterräder an.